# Bauyrzhan Murzabayev

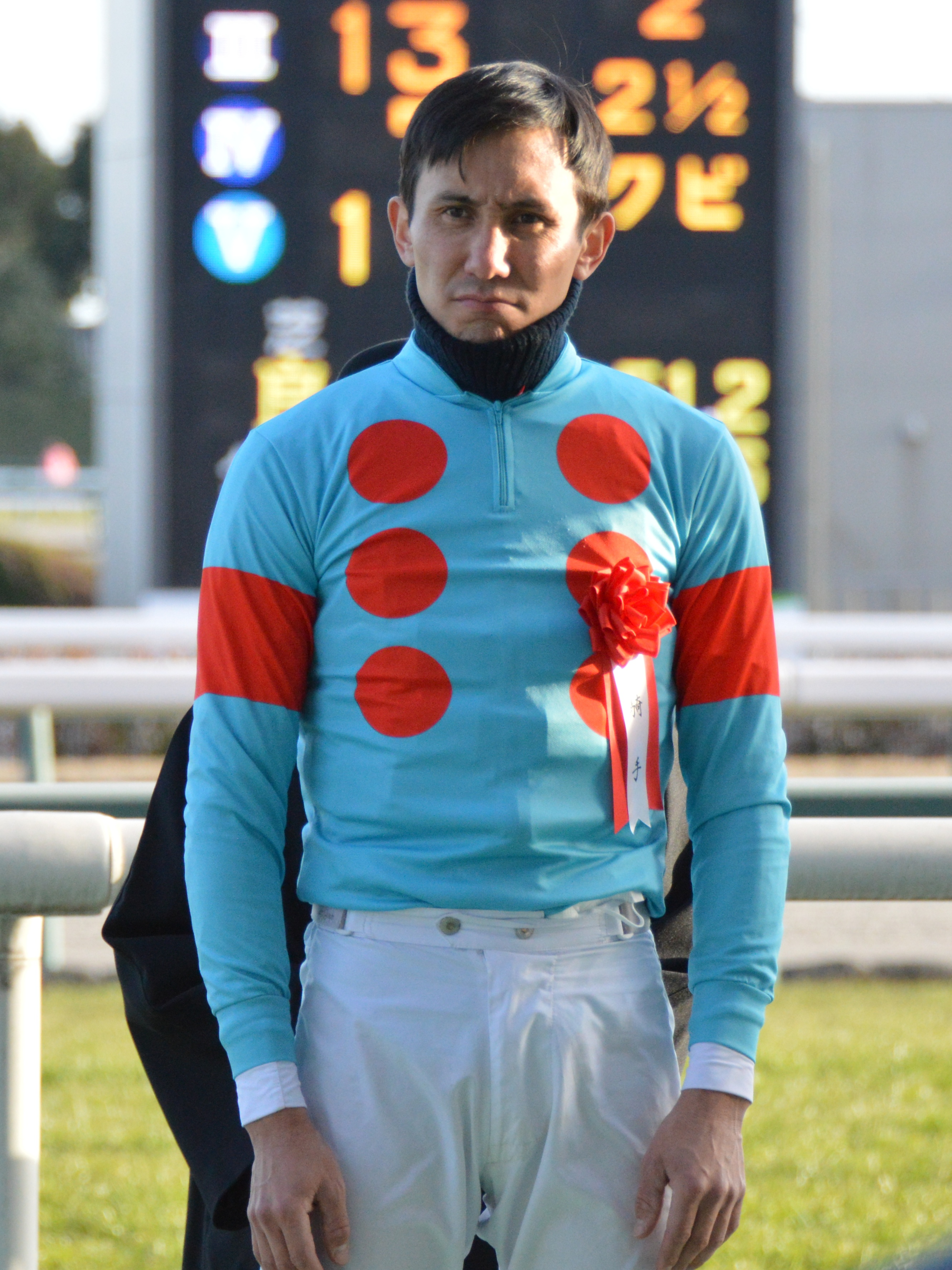
Bauyrzhan Murzabayev, 2023

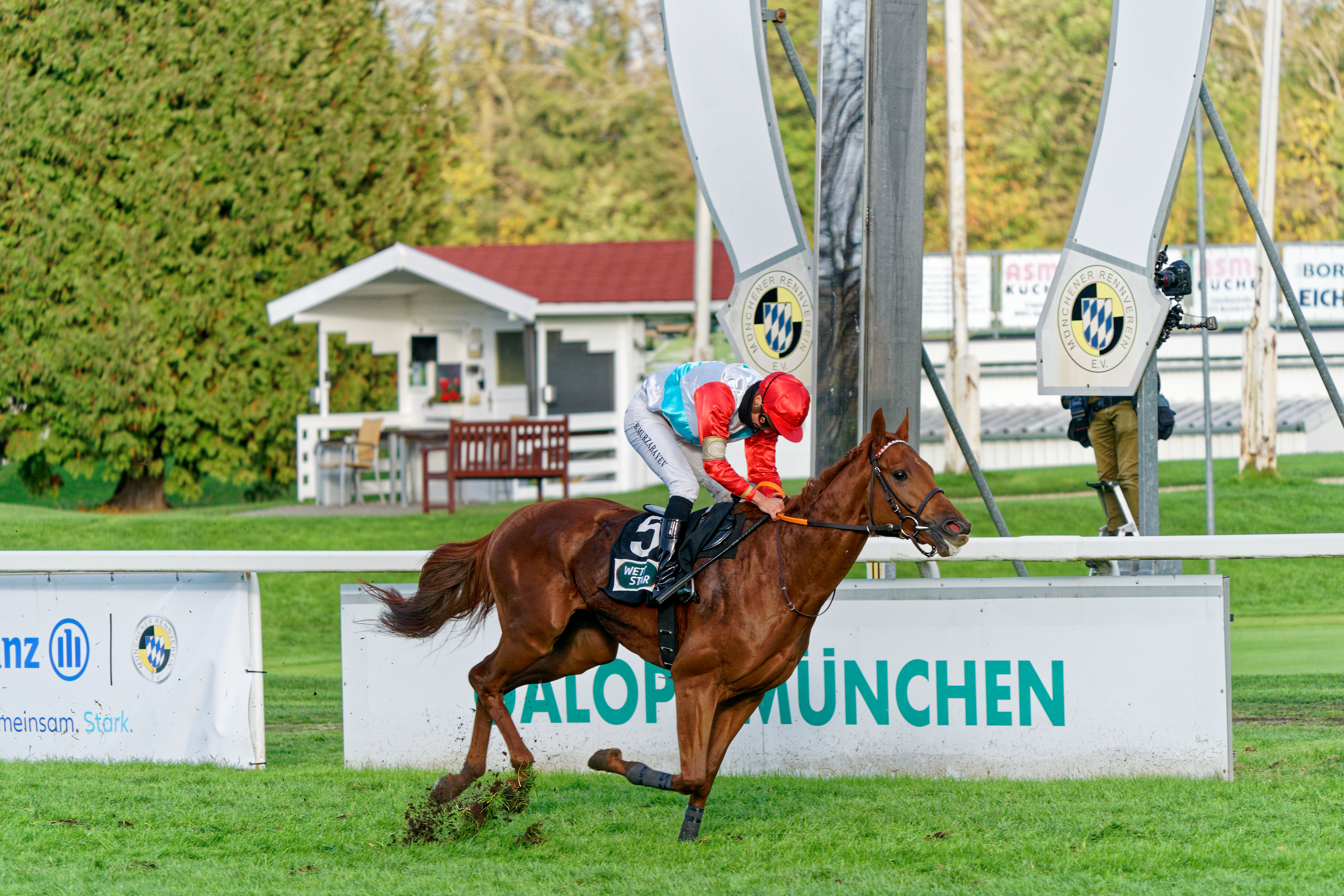
Murzabayev auf Tünnes beim Sieg im Großen Preis von Bayern in München

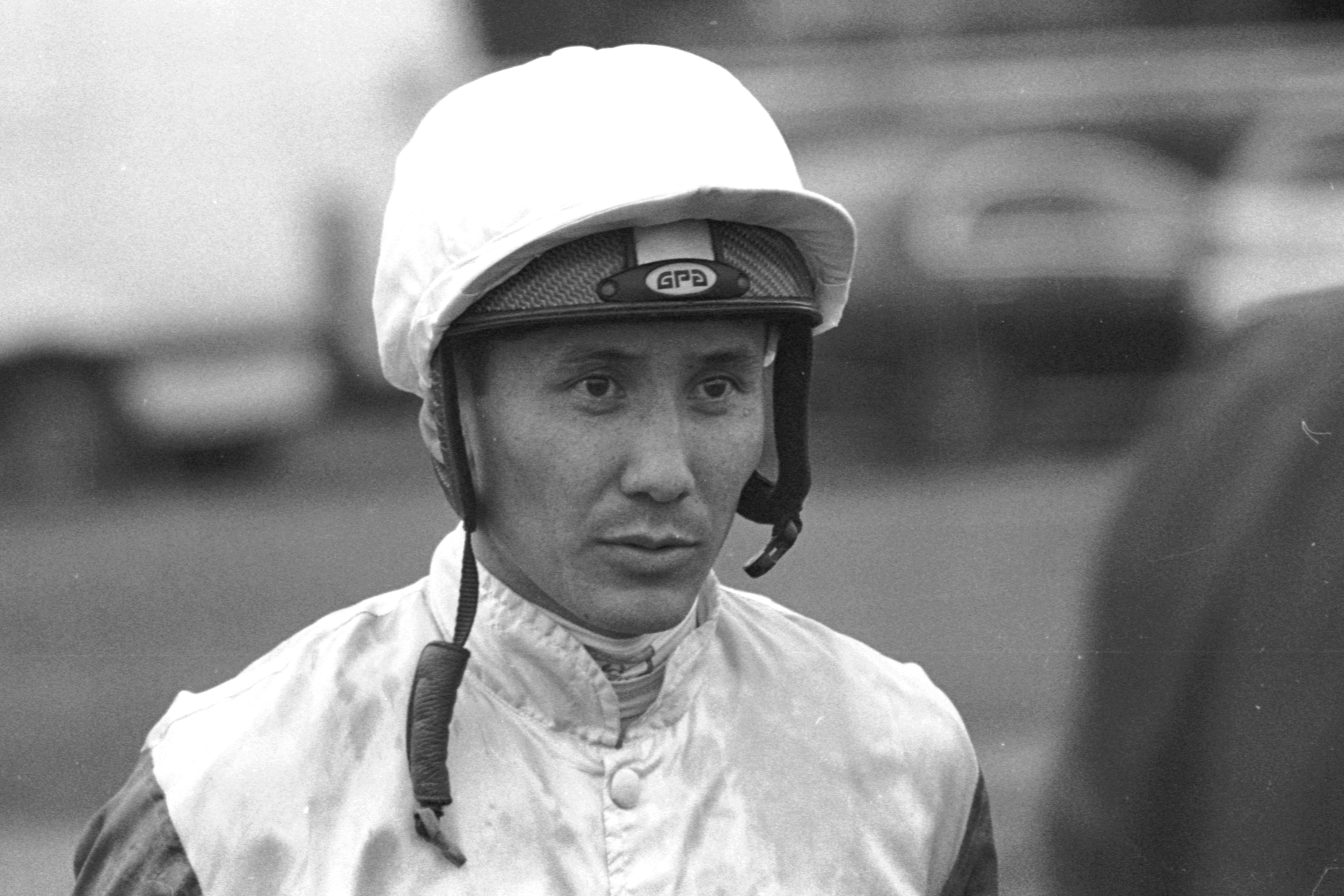
Bauyrzhan Murzabajev, 2021

Bauyrzhan Murzabayev (* 17. September 1992 in Almaty) ist ein kasachischer Jockey. Seine größten Erfolge feierte er in Deutschland, wo er von 2019 bis 2022 viermal in Folge das Championat der Berufsrennreiter in Folge gewann.

## Anstellungen
Er war zunächst bei Andreas Wöhler in Spexard und dann bei Peter Schiergen am Stall Asterblüte in Köln angestellt. 2023 wechselte er zum französischen Rennsport und wurde Stalljockey bei Trainer André Fabre in Chantilly. 2024 kehrte er nach Köln zu Schiergen zurück.
Im November 2024 erlitt Murzabayevs Pferd während eines Rennens in Katar einen Aorta-Abriss und ging zu Boden. Er zog sich bei dem Sturz schwere Wirbel- und Rippenbrüche zu. Nach erfolgreicher Operation befindet er sich in Reha und wird vermutlich erst zur Saison 2026 wieder reiten können.

## Erfolge
Murzabayev hat mehrere Grupperennen gewonnen, der größte Erfolg dabei war das Deutsche Derby 2022 (Gruppe I in Hamburg), wo er mit Sammarco gewann. Den Sieg erkaufte er sich mit einem regelwidrigen Einsatz der Peitsche, er trieb das Pferd damit siebenmal statt der erlaubten fünfmal an. Da die Abstände zu den Platzierten sehr eng waren – kurzer Kopf zum Zweitplatzierten –, kann der unerlaubt häufige Peitscheneinsatz das Abschneiden der Pferde und damit das Ergebnis entscheidend beeinflusst haben. Murzabayev bekam eine 17-tägige Sperre und wurde mit einem Verfall von 50 % der Gewinnsumme im Rennen sanktioniert.
Neben den Jockey-Championaten zählt der Sieg im Oppenheim-Union-Rennen 2022 (Gruppe II in Köln) sowie im Oleander-Rennen 2020 (Gruppe II in Hoppegarten) zu seinen weiteren Erfolgen in Deutschland.